# Svend Erik Hovmand
Svend Erik Hovmand (ur. 8 grudnia 1945 w Slemminge) – duński polityk, długoletni parlamentarzysta, minister w różnych resortach.

## Życiorys
W latach 60. został wykwalifikowanym stolarzem, później kształcił się w zakresie dziennikarstwa. Pracował jako dziennikarz m.in. w „Dagbladet Ringsted”, a od 1974 do 1975 w kancelarii premiera (Statsministeriet). Zaangażował się w międzyczasie w działalność polityczną w ramach liberalnej partii Venstre. W latach 60. zasiadał w kierownictwie młodzieżówki tego ugrupowania. Był radnym (1976–1986) i wiceburmistrzem (1979–1986) miasta Ringsted.
W 1975 po raz pierwszy uzyskał mandat posła do Folketingetu. Z powodzeniem ubiegał się o reelekcję w wyborach w 1977, 1979, 1981, 1984, 1987, 1988, 1990, 1994, 1998, 2001 i 2005, zasiadając w duńskim parlamencie do 2007. W 2001 pełnił funkcję przewodniczącego Rady Nordyckiej.
Dwukrotnie wchodził w skład rządów Poula Schlütera. Od marca 1986 do czerwca 1988 był ministrem energii, a od grudnia 1990 do stycznia 1993 ministrem mieszkalnictwa. W listopadzie został ministrem do spraw podatków w gabinecie Andersa Fogh Rasmussena. Urząd ten sprawował do sierpnia 2004. Od 2006 do 2010 był jednym z państwowych audytorów (statsrevisor).

## Odznaczenia
- Order Zasługi Landu Szlezwik-Holsztyn (2023)[3]
- Medal Rady Bałtyckiej (2005)[4]